# Елена Палеологиня (королева Кипра)
Елена Палеологиня (3 февраля 1428, Мистра, Пелопоннес — 11 апреля 1458, Никосия, Никосия) — византийская принцесса из династии Палеологов, супруга 
короля Иерусалима, Кипра и Киликийской Армении Иоанна II (из трёх королевств, входивших в его титул, реально правил только Кипром). Мать королевы Кипра Шарлотты.
Дочь Феодора II Палеолога и Клеофы Малатесты. Император Мануил II Палеолог был её дедом, а императоры Иоанн VIII Палеолог и Константин XI Палеолог — дядьями. 
В 1442 году Елена вышла замуж за Иоанна II де Лузиньяна (1418—1458). У них было две дочери:
- Шарлотта (1443—1487), королева Кипра
- Клеофа, умерла молодой

До женитьбы у Иоанна II был роман с Мариеттой де Патрас, от которой он прижил незаконного сына Жака. Ненависть Елены обрушилась на любовницу супруга и её сына: она приказала отрезать нос Мариетте. Чтобы защитить сына, Иоанн II назначил его архиепископом Никосийским.
Возможно, она отравила своего зятя Жуана Португальского. Помогла многим византийским беженцам на Кипре после падения Константинополя в 1453 году.